# منتخب كوستاريكا لكرة الطائرة للسيدات
منتخب كوستاريكا الوطني لكرة الطائرة للسيدات (بالإسبانية: Selección femenina de voleibol de Costa Rica)‏ هو ممثل كوستاريكا الرسمي في المنافسات الدولية في كرة طائرة للسيدات.